# Góry Litawskie

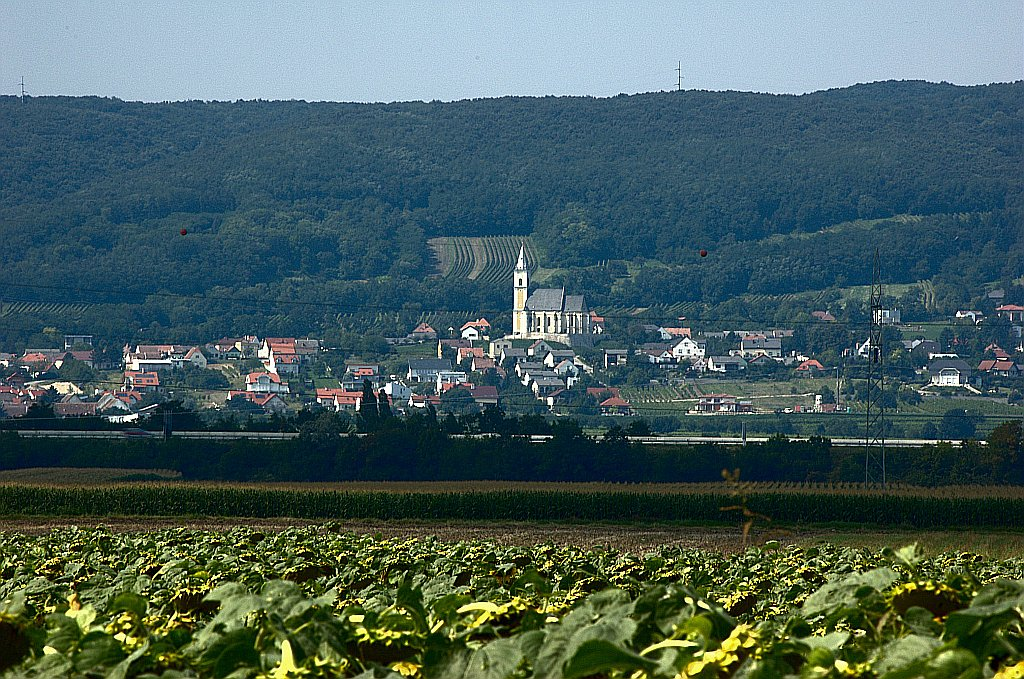
Góry Litawskie koło Eisenstadt

Góry Litawskie (niem. Leithagebirge, potocznie Leithberge) - niewysokie alpejskie pasmo górskie na granicy Dolnej Austrii i Burgenlandu we wschodniej Austrii.
Pasmo Gór Litawskich ma szerokość 5 do 7 km i rozciąga się na długości 35 km z południowego zachodu na północny wschód, od okolic Wiener Neustadt do wsi Parndorf. Wraz ze Wzgórzami Hainburskimi i Małymi Karpatami Góry Litawskie oddzielają Kotlinę Wiedeńską na zachodzie od Kotliny Panońskiej na wschodzie. Na północy Brama Brucka (Brucker Pforte) oddziela je od Wzgórz Hainburskich (Hundsheimer Berge), na południu - Brama Wienerneusztadzka (Wiener Neustadter Pforte) od skrajnego alpejskiego pasma Alp Węgierskich. Góry Litawskie tworzą więc pomost między Alpami a Karpatami.
Góry Litawskie stanowią pasmo niewysokich wzgórz i są górami bardziej z geologicznego niż z krajobrazowego punktu widzenia. Zbocza są łagodnie nachylone, a wierzchołki są niewybitne i obłe. Najwyższą kulminacją jest Sonnenberg (484 m n.p.m.) w południowej części pasma.
Pasmo Gór Litawskich stanowi granicę hydrologiczną niższego rzędu. Ich północne i zachodnie zbocza odwadnia Litawa - dopływ Dunaju. Cieki ze zboczy południowych i wschodnich zasilają Jezioro Nezyderskie, położone równolegle do wschodnich stoków Gór Litawskich - bardzo płytki, płaskodenny, reliktowy zbiornik wodny.
Góry Litawskie stanowią najdalej wysunięte na wschód pasmo Centralnych Alp Wschodnich i mają podobną do nich budowę geologiczną.  Uformowane zostały w trzeciorzędzie podczas orogenezy alpejskiej.  Ze względu na niewielką wysokość nie uległy zlodowaceniom w plejstocenie - w konsekwencji ich rzeźba nie została odmłodzona.
Góry Litawskie zbudowane są głównie ze skał metamorficznych - gnejsów i łupków krystalicznych. Skałom krystalicznym towarzyszą czasem wapienie. Większość wapieni została zerodowana odsłaniając krystaliczne jądro gór.
Obszar Gór Litawskich ma kontynentalny, stepowy klimat, typowy dla Kotliny Panońskiej. Odpowiednio do tego pierwotną formacją roślinną gór, zwłaszcza ich wschodniej strony, była stepowa roślinność trawiasta, która już w średniowieczu została zastąpiona przez uprawy rolne. Obecnie Góry Litawskie są porośnięte lasami, głównie bukowymi, a południowe zbocza zajmują winnice i sady.